# Kevin Gulliksen
Kevin Maagerø Gulliksen, más conocido como Kevin Gulliksen, (Oslo, 9 de noviembre de 1996) es un jugador de balonmano noruego que juega de extremo derecho en el Team Tvis Holstebro. Es internacional con la selección de balonmano de Noruega.
Con la selección ganó la medalla de plata en el Campeonato Mundial de Balonmano Masculino de 2019.

## Palmarés

### Elverum
- Liga de Noruega de balonmano (1): 2018

## Clubes
- Bækkelagets SK ( -2017)
- Elverum Handball (2017-2018)
- TSV GWD Minden (2018-2021)
- Frisch Auf Göppingen (2021-2023)
- Team Tvis Holstebro (2023- )